# 수즈달
수즈달(러시아어: Су́здаль)은 블라디미르주의 도시이고, 모스크바의 북동쪽에 위치해 있다. 블라디미르에서 26km 정도 떨어진 지점에 위치해 있고 카멘카 강에 접해 있다.
1024년 문헌에 처음 등장했다. 1125년 유리 돌고루키 공작이 이 곳을 로스토프-수즈달 공국의 수도로 정했으며 1157년 안드레이 돌고루키 대공이 블라디미르 대공국의 수도를 블라디미르로 이전하기 전까지 블라디미르 대공국의 수도로 남아 있었다. 밀 생산량이 많았던 곳이었기 때문에 몽골 제국의 침공 이후에도 무역의 중심지 역할을 했으며 1392년 모스크바 대공국에 합병되었다.

## 같이 보기
- 러시아 자치 정교회